# Southern Pride (film)
Southern Pride er en amerikansk stumfilm fra 1917 af Henry King.

## Medvirkende
- Gail Kane som Lucie De Montrand
- Cora Drew som Tante Jeanne
- John Vosper som Francois De Montand
- Robert Klein som Gasper La Roche
- Spottiswoode Aitken som Mort